# Bissinosi
La bissinosi è una malattia professionale a carico dei polmoni, causata dall'inalazione di polveri prodotte dalla lavorazione del cotone o della juta; è favorita dalla scarsa aerazione degli ambienti di lavoro e tende a svilupparsi a seguito di una prolungata esposizione a tali polveri. La bissinosi tipicamente si manifesta nei lavoratori del settore tessile che si occupano della realizzazione di filati e, in generale, di prodotti manifatturieri a base di cotone. Si suppone che le polveri di cotone siano la causa diretta della patologia e pare che, nello specifico, l'agente eziologico di questa pneumoconiosi siano le endotossine prodotte dalla parete cellulare di alcune specie di batteri Gram-negativi che colonizzano il cotone; tuttavia, in settori produttivi nei quali si utilizzano altri materiali, l'esposizione a endotossine analoghe non comporta particolari rischi di bissinosi per i lavoratori.

## Clinica

### Segni e sintomi
Il quadro clinico di esordio della bissinosi comprende tosse (caratterizzata da emottisi e da emoftoe), dispnea anche grave, senso di oppressione toracica e respiro sibilante. Questi sintomi possono comparire dopo diverse ore di esposizione continuativa alle polveri di cotone; se l'esposizione è ripetuta nel tempo, su questa sintomatologia può instaurarsi un quadro di bissinosi conclamata; esso include una compromissione della funzionalità respiratoria, come dimostrabile all'esame spirometrico dal progressivo calo del volume espiratorio massimo nel primo secondo (FEV1).
Sembra che il tabagismo favorisca l'insorgenza della bissinosi e il suo aggravamento nel tempo.
La bissinosi, quando cronicizza, provoca un restringimento dei bronchi (broncospasmo cronico), fibrosi polmonare progressiva e può anche portare alla morte per insufficienza respiratoria o per l'insorgere di infezioni favorite da queste alterazioni strutturali e funzionali dell'apparato respiratorio.

### Diagnosi
La bissinosi viene spesso erroneamente diagnosticata come broncopneumopatia cronica ostruttiva (BPCO), bronchite o come una sintomatologia asmatica, dal momento che l'incidenza di queste patologie è molto più elevata rispetto a quella della bissinosi. Sono perciò importanti un esame radiografico del torace e la spirometria per accertare una sospetta bissinosi, permettendo una diagnosi differenziale rispetto ad altre pneumoconiosi.
Su base strettamente clinica, la bissinosi si distingue da malattie polmonari simili per la forte componente oppressiva del dolore toracico e, sul piano anamnestico, per la pregressa esposizione a polveri derivate dalla lavorazione di cotone, juta o filati in generale. Tipico, in caso di bissinosi, è l'aggravamento dei sintomi all'inizio della settimana, in concomitanza della ripresa dell'attività lavorativa: è per questo che la bissinosi, negli Stati Uniti, viene informalmente chiamata "Monday Fever" ("febbre del lunedì").

## Trattamento
L'unico trattamento definitivo, in grado quantomeno di arrestare la progressione della patologia, consiste nell'interrompere l'esposizione alle polveri patogeniche; nell'ambito dell'industria tessile, la concentrazione delle polveri di cotone nell'aria dovrebbe essere monitorata e non dovrebbe superare soglie pericolose per la salute.
I casi più gravi di bissinosi richiedono l'ossigenoterapia per fare fronte alla progressiva insufficienza respiratoria.